# MGTOW
MGTOW（）は、反フェミニズム主義でミソジニー的な、主にオンライン上で活動するコミュニティである。「MGTOW」という名称は「我が道を行く男達」を意味する英語"Men Going Their Own Way"のアクロニムである。

MGTOWのシンボルの一つ。『主流から外れる』を表現している

MGTOWは、現代社会をフェミニズムによって腐敗した女性中心的なものだとみなし、そこから男性を分離するべきだと主張している。特に、女性と結婚したり真剣な恋愛関係を持ったりすることを避けるべきだと訴えている。MGTOWは反フェミニズムのウェブサイトやオンラインコミュニティの集合体であるマノスフィアの一部であり、男性の権利運動やインセルなどを含む。
他のマノスフィアのコミュニティと同様に、MGTOWは新反動主義的なオルタナ右翼と重なり合い、アメリカにおける女性へのオンラインハラスメントやテロリズムに関与したとの指摘を受けている。南部貧困法律センターは、MGTOWを男性至上主義の一部として分類している。

## 概説
コラムニストのマーティン・ドブニーによると、MGTOWのメンバーは、結婚や恋愛について、コスト的にもリスク管理的にも不都合であると考えている 。ジェレミー・ニコルソンは「サイコロジー・トゥデイ」誌においてMGTOWのことを、女性と付き合うことを止め、自分を高めることを追求する人たちだとしている。ケイ・ヒモウィッツは、MGTOWの意識下で、女性は結婚において上昇志向があり、男性を操作する人間だとみなされていると指摘している。ビジネスインサイダーのディラン・ラブによると、「完全に自分はMGTOWだとわかっている男性は、女性との関係をすべて避けている。それは短期間でも、長期間でも、恋愛においても言える。そういう人は結局、社会そのものを避けている。」としている。
MGTOWは、女性に有利で、男性に不利なものに対して、またはそのような状況に反対して、女性中心主義という言葉を用いる。
ロゼリーナ・サレミがイタリア紙「ラ・レプッブリカ」に書いたところによると、日本において使われる「草食系男子」はMGTOWの一部であるとしている。
マック・ラモローは「バイス」雑誌において、草食系男子は日本の社会経済活動の帰結であるとし、一方でMGTOWは自分の意志で決断してなるものであるとしている。
「DELFI」の記事によると、MGTOWはフェミニズムに反対する動きを指すが、一方で草食系男子は日本に伝統的な性役割、例えばサラリーマンのようなあり方に対する反応であるとしている。

## 歴史
フランシス・ベーコンは『随筆集』(1625年、第三版)の「結婚と独身生活について」という項で「妻子は大きな事業の妨げとなる、偉大な功績は独身男性から生まれてきた」と述べ、結婚を男性の自己実現の妨げとみなし「独身男性は良い友である」と独身を推奨した。
1827年、「非常に数が多く、立派な」男性のグループがニューヨーク市のホテルに集まり、独身税の法案に対する抗議をニューヨーク議会で組織した。彼らは、この法案は「自由の偉大な憲章に直接違反している」と主張した。
1898年、John A. Hyndsによって「アンチ・バーデル・バチェラー・バンド」という団体が独身税の法案に反対するために結成され、自身の生活と自由を決定する基本的な権利、そして結婚しない権利のために戦った。彼らは独身税は独身を禁止し、男性に結婚を強制する試みであると批判した。